# Teti, Minhotep fia
Teti, Minhotep fia ókori egyiptomi hivatalnok volt Koptoszban a XVII. dinasztia idején, Nubheperré Antef uralkodása alatt. Egyetlen egyértelmű említése a koptoszi dekrétumban szerepel, melynek témája az, hogy Tetit megfosztják a koptoszi templomban betöltött pozíciójától és az azzal járó bevételtől egy közelebbről nem azonosított, szentségtörésnek minősülő cselekedetéért. A szöveg idiomatikus és eufemisztikus volta miatt vitatott, pontosan mit követett el Teti. Egyes feltételezések szerint azonos azzal a Tetivel, aki később felkelést vezetett Kamosze ellen, ami azt jelentené, hogy a Nubheperré Antef és Kamosze közt hatalmon lévő uralkodók nagyon rövid ideig ültek a trónon, az azonosítás azonban igen bizonytalan.

## Rangja
Nem tudni biztosan, milyen pozíciót töltött be Teti Koptoszban; vagy a hati-aa címet viselte, amelyet általában helyi nemesemberek kaptak, vagy egyszerű templomi hivatalnok volt. James Henry Breasted szerint a koptoszi dekrétum úgy értelmezendő, hogy Teti nemesember volt, akit megfosztottak rangjától és kijelölték utódját. Katja Goebs ezzel szemben úgy tartja, Teti valószínűleg sosem volt hati-aa, mivel a dekrétum kizárólag templomi hivatalnokként viselt címektől fosztja meg.

## Bűne
A legelterjedtebb feltételezés szerint Teti valamiféle felkelést vezetett. Harry Hall szerint az „ellenségekre” való utalás a szövegben azt jelenti, hogy Teti hükszósz csapatot hívott a templomba, Georges Posener egy tanulmányának köszönhetően azonban ez a nézet megingott. Posener szerint az ellenségeket jelentő egyiptomi hefetiu szó itt eufemizmusként szerepel, mellyel tabunak minősülő témák említését kerülték el, így a szövegben „az ellenséget ellopták” arra utalhat, hogy az istent, azaz a templom istenszobrát lopták el. Ennek alapján a héber Biblia kutatói is felvetették, hogy hasonló szerkezet fordul elő Sámuel második könyvében; ez megmagyarázza, miért áll a szövegben a „gyaláztad az Úr ellenségeit”, mikor egyértelműen Jahve ellen irányult a cselekedet.
Bár ez a fajta helyettesítés későbbi szövegekben is előfordul, Katja Goebs 2003-as cikkében amellett érvelt, hogy lehetetlen, hogy egy templomi istenszobor ellopását mindössze azzal büntették volna, hogy az elkövetőt megfosztják címeitől, mert ekkora szentségtörésnek jellemzően az volt a büntetése, hogy az elkövetőt elégették. Goebs szerint az „ellenség” szó itt áldozatot jelöl, mert az egyiptomi szertartásokban a levágott állat Széthet jelképezi, Hórusz ellenségét, akit levágtak, így Teti valószínűleg az áldozati állatok közül lopott, ami már jobban megfelel a kapott büntetésnek.

## Kronológiai szinkronizmus
Kamosze uralkodása alatt felbukkant egy Teti, Pepi fia nevű lázadó, akit Vandersleyen Tetivel, Minhotep fiával azonosít, és a Pepi nevet a Minhotep rövidítésének tartja. Amennyiben a két személy azonos, Nubheperré Antef és Kamosze uralkodása között nem telhetett el túl sok idő. Wolfgang Helck szerint azonban a Teti és Pepi nevek gyakorisága annak tudható be, hogy Koptosz környékén élhetett egy nagy család, melyet rokoni szálak fűztek a VI. dinasztiához, és ennek a dinasztiának jelentős uralkodói viselték ezt a két nevet.

## Fordítás
- Ez a szócikk részben vagy egészben  a   Teti, Son of Minhotep című angol Wikipédia-szócikk ezen változatának fordításán alapul.  Az eredeti cikk szerkesztőit annak laptörténete sorolja fel. Ez a jelzés csupán a megfogalmazás eredetét és a szerzői jogokat jelzi, nem szolgál a cikkben szereplő információk forrásmegjelöléseként.